# 帕德米妮·鲁特
帕德米妮·鲁特（Padmini Rout，1994年1月5日—），印度女子国际象棋棋手，拥有国际大师与女子特级大师称号。
帕德米妮出生于印度喀塔克县，9岁时开始学棋。2006年，获年亚洲女子12岁组冠军。2007年，被授予女子特级大师（WGM）称号。2008年，先后夺得亚洲女子14岁组冠军与世界女子14岁组冠军。2009年，成为亚洲青年女子冠军。2010年，又先后在亚洲与世界青年国际象棋锦标赛中摘得女子铜牌。2011年，并列亚洲国际象棋锦标赛女子亚军。她于2014年、2015年两夺印度国际象棋全国女子冠军，2015年又获英联邦国际象棋女子冠军。同年，被授予国际大师（IM）称号。